# Sébastien Wyart

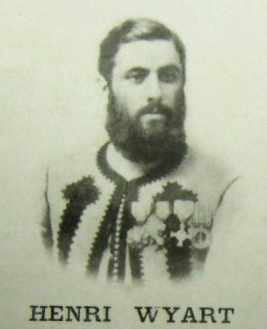
Henri Wyart als Offizier

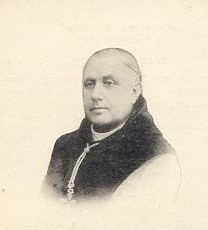
Abt Sébastien Wyart

Sébastien Wyart OCR, geboren als Henri Wyart (* 12. Oktober 1839 in Bouchain; † 18. August 1904 in Rom) war ein französischer Offizier, römisch-katholischer Geistlicher, Trappist, Abt und Generalabt der Trappisten.

## Leben

### Der Soldat
Henri Wyart wuchs in einem katholischen Umfeld in Nordfrankreich auf. Als junger Gymnasiallehrer in Tourcoing meldete er sich 1860 freiwillig zu der von General Louis Juchault de Lamoricière aufgestellten Truppe der Französisch-Belgischen Tirailleure (ab 1861 unter der Bezeichnung Päpstliche Zuaven bekannt) und kämpfte im Sardinischen Krieg auf der Seite von Papst Pius IX. (unter anderem in der Schlacht von Castelfidardo). 1867 stieg er zum Zuavenhauptmann auf. Mit den Zuaven nahm er am Deutsch-Französischen Krieg teil, namentlich an der Schlacht bei Loigny und Poupry, und wurde für seine Verdienste zum Ritter der Ehrenlegion ernannt.

### Der Mönch
1872 trat Wyart in das Kloster Mont des Cats der Zisterzienser der strengeren Observanz (Trappisten) ein und nahm den Ordensnamen Sébastien an. Er legte 1874 die Profess ab und studierte von 1875 bis 1880 Theologie in Rom. Dort wurde er am 31. März 1877 in der Lateranbasilika von Kardinal Raffaele Monaco La Valletta zum Priester geweiht. Er war Abt des Klosters Mont des Cats (1883–1889), des Klosters Sept-Fons (1887–1899) und des Klosters Cîteaux (1899–1904), Administrator des Klosters Tre Fontane und erster Generalabt des neu gegründeten Trappistenordens (1892–1904).

### Handbuchinformation
- Immo Eberl, Die Zisterzienser. Geschichte eines europäischen Ordens, Ostfildern, Thorbecke, 2007, S. 499–502.